# Storenomorpha raghavai
Espèce
Synonymes
- Homalonychus raghavai Patel & Reddy, 1991

Storenomorpha raghavai est une espèce d'araignées aranéomorphes de la famille des Zodariidae.

## Distribution
Cette espèce est endémique d'Andhra Pradesh en Inde,. Elle se rencontre dans le district de Visakhapatnam.

## Description
La femelle holotype mesure 13,65 mm.

## Systématique et taxinomie
Cette espèce a été décrite sous le protonyme Homalonychus raghavai par Patel et Reddy en 1991. Elle est placée dans le genre Storenomorpha par Sankaran en 2021.

## Publication originale
- Patel & Reddy, 1991 : « A rare new species of Homalonychus Marx (Araneae: Homalonychidae) from coastal Andhra Pradesh, India ». Records of the Zoological Survey of India, vol. 89, p. 205-207 (lire en ligne).